# Sesbania keniensis
Sesbania keniensis är en ärtväxtart som beskrevs av Jan Bevington Gillett. Sesbania keniensis ingår i släktet Sesbania och familjen ärtväxter. Inga underarter finns listade i Catalogue of Life.